# Govindapuram
Govindapuram är en ort i Indien.   Den ligger i distriktet Guntur och delstaten Andhra Pradesh, i den södra delen av landet, 1 400 km söder om huvudstaden New Delhi. Govindapuram ligger 44 meter över havet och antalet invånare är 3 000.